# Kate Middleton esküvői ruhája
Kate Middleton esküvői ruhája az a menyasszonyi ruha, melyet Katalin cambridge-i hercegné viselt Vilmos herceggel 2011. április 29-én kötött esküvőjén. 
A ruha az Alexander McQueennél dolgozó Sarah Burton angol tervező alkotása.
A kialakítása, a szimbolizmusa, valamint a nyugati esküvői ruhákra gyakorolt várható hatása miatt a médiában sokan bírálták a ruhát. Hivatalosan egész addig nem mondtak semmit sem a ruháról, sem a tervezőről, míg a pár az autóból ki nem lépett a Westminster-apátság előtt.

## Feltételezések az esküvő előtt
Az esküvő előtt sok ötlet megjelent, hogy milyen ruhát választ magának az esküvőre Catherine Middleton. Március 6-án a The Sunday Times azt írta, hogy a kiszemelt ruhatervező az Alexander McQueennél dolgozó Sarah Burton. A cikkük megfogalmazása szerint: "A divatvilágból származó forrás szerint Middleton ruhájában ötvözik a saját elképzeléseit és Burton szakértelmét, amit a magas divatban szerzett meg." A cég és maga Burton is visszautasította, hogy bármi köze is lenne a ruhához. Middleton 2005-ben, a cornwalli hercegné fia, Tom Parker Bowles esküvőjén ismerte meg Burton ruhakölteményeit. Feleségének, a divatcikkeket író Sara Buysnak a ruháját tervezte Burton. Szóba került Victoria Beckham, Sophie Cranston és Libelula, Jasper Conran, Elizabeth Emanuel, Daniella Helayel, Keren Craig és Georgina Chapman, Stella McCartney, Bruce Oldfield, és Catherine Walker is.
Burton egyre előkelőbb helyet foglalt el a fogadási listákon. A William Hill fogadóiroda már több héttel az esküvő előtt sem fogadott el téteket arra, hogy Burton tervezi a ruhát. Davidf Emanuel, Diana hercegné ruhájának az egyik tervezője így nyilatkozott a Jeanne Beker kanadai divatlapnak: "A McQueen egy olasz cég, a Gucci tulajdona. Ha Kate mellettük dönt, ez lesz az első alkalom, hogy nem brit kézben lévő tervező céget választanak. Ez igazán különleges nap lenne az olaszoknak."
A Historic Royal Palaces szenior kurátora, Joanna Marschner szerint "A ruhák hossza a médiaérdeklődéssel egyenes arányban növekszik."

## Kinézete

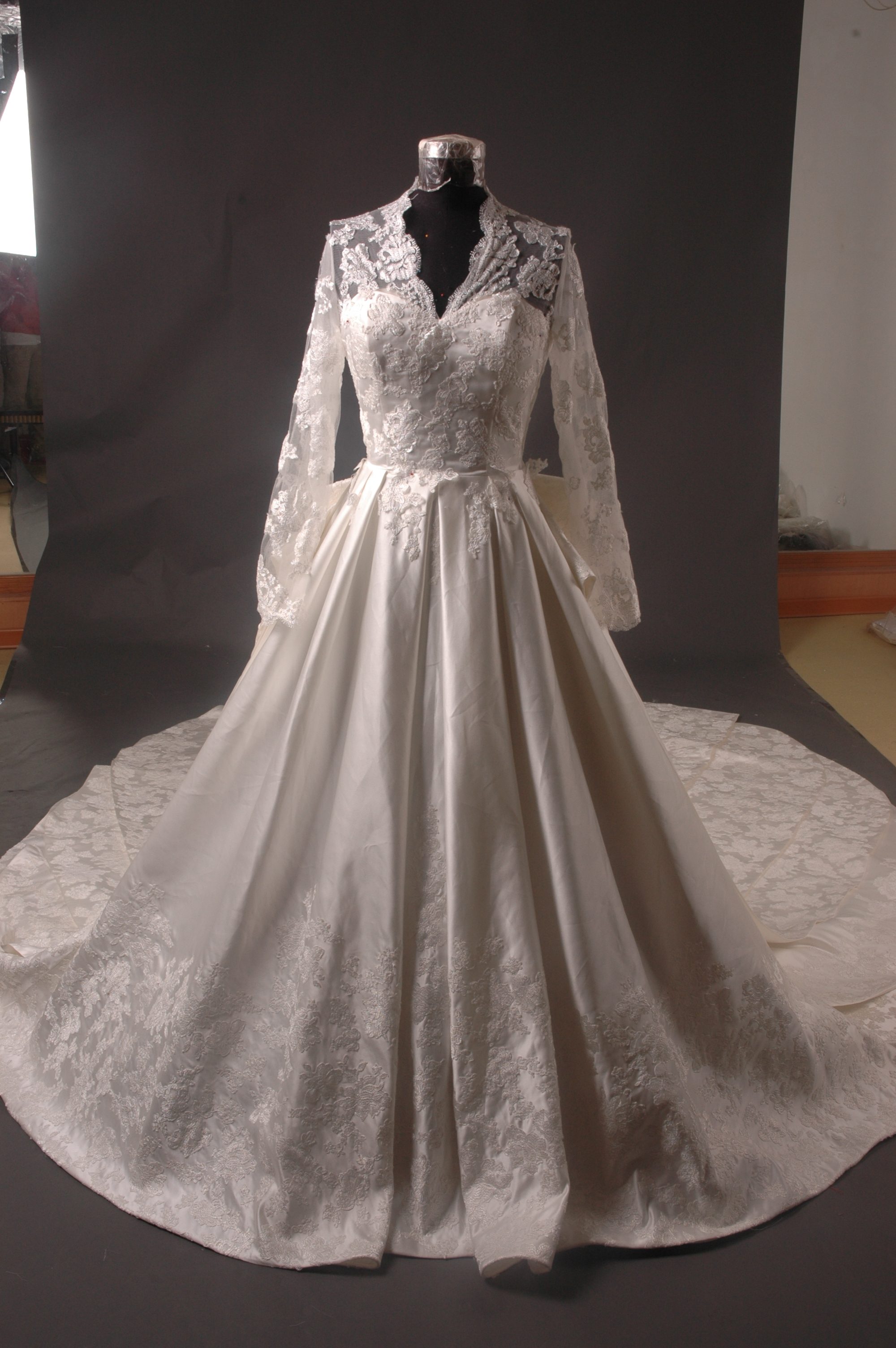
A ruha egy kínai másolata

A hivatalos beszámolók kiemelik, hogy Middleton a tradíciót és a modernitást „azzal a művészi szemlélettel akarta ötvözni, mely jellemzi Alexander McQueen ruháit.” Burtonnel együtt határozták meg a ruha külalakját. A csipkére hímzett vállfűző az Egyesült Királyság nemzeteit volt hivatott jelképezni.
A ruha szaténből készült, és tartozott hozzá egy hímzett vállfűző, valamint egy szoknya is. A hímzett vállfűzőt egy, az 1820-as években Írországban feltalált technikával készítették el. Ennek segítségével alakították ki benne az Angliát jelképező rózsát, a Skóciát szimbolizáló bogáncsot, Wales jelképének a nárciszt. Észak-Írországot a lóhere jelenítette meg. Ezek mind külön szerepeltek az elefántcsont színű selyem tüllön. A csipkéket a Hampton Court Palace-ban lévő Royal Schol of Needlework munkatársai készítették. A varrónők háromóránként új tűt használtak, és félóránként mostak kezet. Ezzel akarták elkerülni, hogy véletlenül nyomot hagyjanak a ruhán.
Az uszály 270 cm hosszú volt. A ruha, a szoknya és az alsószoknya díszítését is kézzel készített angol és francia csipkéből csinálták. Mivel sok helyről jöttek a csipkék, meg kellett bizonyosodni arról, hogy minden virág ugyanolyan színű. A teljes folyamatot Burton és csapata felügyelte. „Az elefántcsont színű ruhát csípőben kitágították, derékban pedig összehúzták, épp úgy, ahogy a viktoriánus kor ruháira ez jellemző. Ez Alexander McQueen védjegye. Az alsószoknyát Cluny-ből származó csipkével készített tüllök díszítik.”
A ruha fő részét elefántcsont és fehér szaténból készítették. A brit alapanyagokat maga Burton válogatta össze. A szoknya egy kinyíló virágot formáz. A berakások a föld felé egyre inkább szétnyílnak. Hátul úgy néz ki, mint egy viktoriánus korabeli fél csípőpárna. Az öltözetet egy három méternél alig rövidebb uszály zárja.
A brit esküvőkön elengedhetetlen, hogy a menyasszonyon legyen valami kék. Ezért egy csíkot fűztek be a ruha belsejébe. A ruha vállfűző részén a Carrickmacross jele fémjelezte a régiséget.
A The News of the World értesülései szerint a titoktartásra úgy ügyeltek, hogy az iskolában azt mondták, a ruha egy kosztümös filmhez kell. A televízióknak pedig van pénzük, ezért az ár nem számít. Ennek az lett az eredménye, hogy a ruha állítólagos árát 250 000 fontra taksálták. A Clarence House szóvívője azonban visszautasította a találgatásokat.

## Fogadtatása és hatása

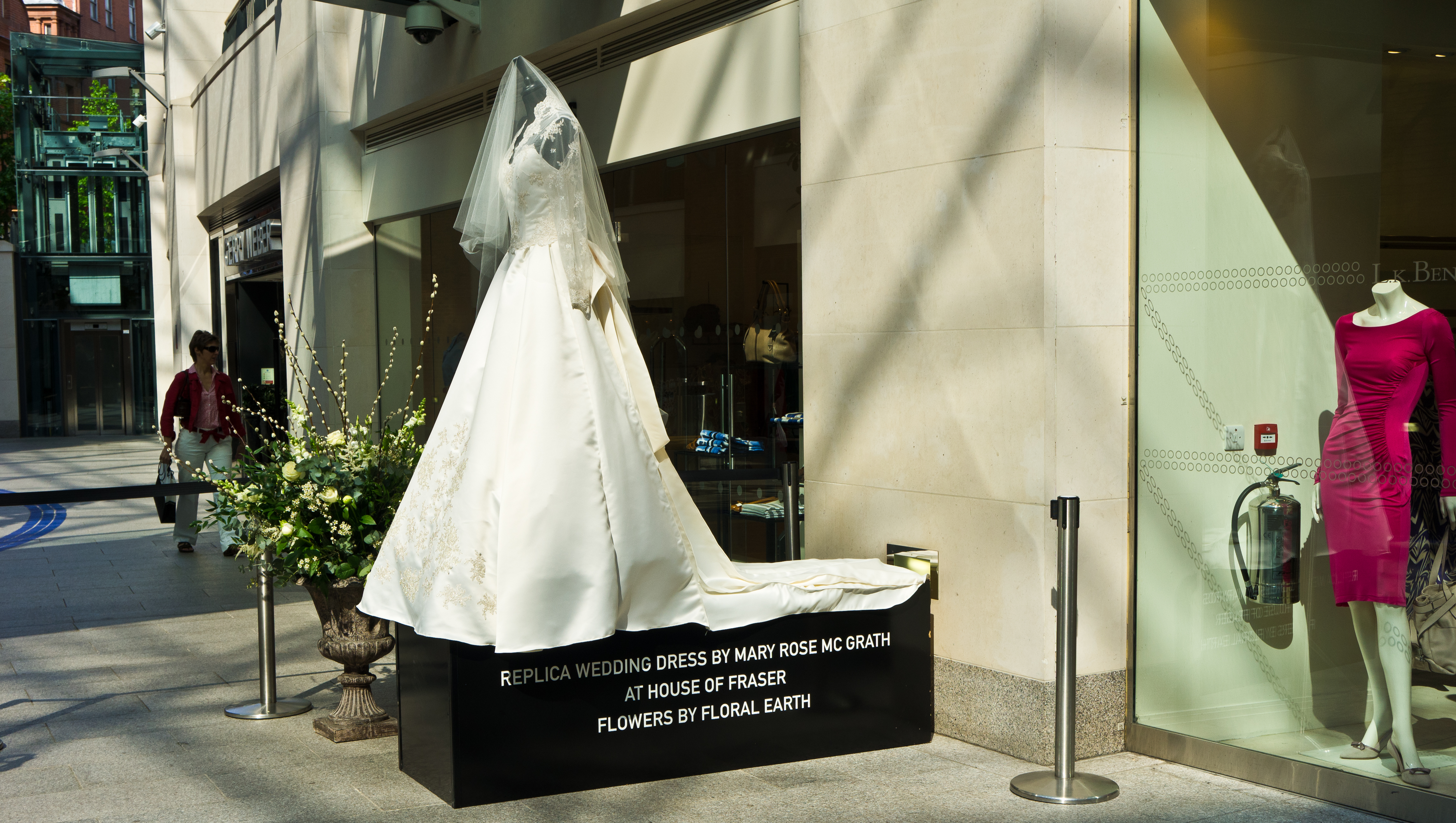
A ruha egyik másolata egy belfasti üzlet kirakatában

A médiában sok divatszakértő foglalkozott a ruhával, és a legtöbben pozitívan nyilatkozott róla. Megjegyezték róla, hogy a tervek hagyományosak, és leginkább az 1950-es évek öltözködése látszik meg rajta. Karl Lagerfeld ezt írta: "Az öltözék klasszikus, és illeszkedik a Westminster belső építészetéhez. Ez nagyon emlékeztet engem Erzsébet esküvőjére, az (19)50-es évek királyi esküvőjére. Az uszály hossza megfelelő. A csipkék elegánsak. A fátyol nagyon tetszik." A Kenzótól Antonio Marras szerint: "A márka és a stílus megválasztása a magas divat és a brit hagyományok békés együttélésének egy jó keveréke. Meg lehet nézni Grace Kelly vagy Erzsébet királynő ruháit. Ez azoknak egy modernebb változata." Többen megjegyezték, hogy a vállfűző csipkéi nagyban hasonlítottak arra, amit Grace Kelly viselt, mikor 1956-ban hozzáment III. Rainier monacói herceghez. Mások Margit brit királyi hercegnő esküvői ruhájával hozták párhuzamba. Mark Badgley azt írta, hogy "Ez egy olyan ruha, mely kiállja az idő próbáját. Ez nem mindegyikre igaz. Világszerte ezt akarják majd viselni a menyasszonyok. Ez egy olyan elegáns darab, melyet akár 30 év múlva még a lánya is úgy viselhet, hogy pompásan érzi benne magát." Oscar de la Renta szerint ez egy "nagyon hagyományos ruha egy nagyon tradicionális esküvőhöz. Nem egy mindennapi darab. Nem volt 50 méteres uszálya, és nem volt túlhímezve. Ez egy tradicionális ruha volt egy olyan elragadó lánynak, akinek nem kell sok a boldogsághoz."